# Artxanda
Artxanda (Archanda en castillan, ou Artxanda mendia en basque signifiant « montagne Artxanda ») est l'une des deux chaînes montagneuses qui délimitent la commune de Bilbao, capitale de la province de Biscaye au Pays basque (Espagne), l'autre étant le mont Pagasarri. Des deux, elle est la moins élevée (un peu moins de 300 mètres), la plus proche du centre de la ville, et celle qui a subi l'urbanisation la plus intense. Le paso de Santo Domingo (« col de Saint-Domingue »), sépare la partie principale d'Artxanda du mont Avril, qui culmine à 400 mètres d'altitude.

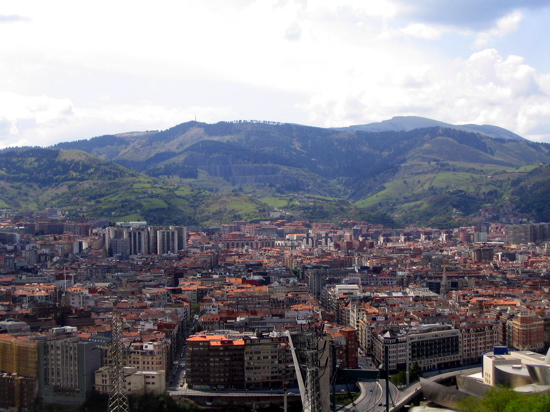
Bilbao vu depuis le mont Artxanda.

C'est une attraction touristique supplémentaire pour la ville, assez populaire dont on veut admirer les vues panoramiques de celle-ci, jouir d'espaces verts, pratiquer des sports et visiter l'offre gastronomique du sommet.

## Funiculaire
Le funiculaire d'Artxanda est un moyen de transport qui relie la ville avec le sommet du mont Artxanda en permettant une ascension rapide vers ce dernier.